# Littérature de la Différence
La Littérature de la Différence — de l'espagnol : Literatura de la Diferencia — est un courant littéraire né au milieu des années 1980 en Espagne.

## Définition
Les bases stylistiques et conceptuelles de la littérature de la Différence sont difficiles à établir. Le sentiment général, et unanimement accepté par tous ses intégrants, c'est que la littérature de la Différence n'est pas une esthétique unique, mais une pluralité d'esthétiques.
Cette pluralité est due au fait que l'idée constituante de ce mouvement fut l'intégration de tous ces courants littéraires qui ne s'associaient pas au style strictement urbain et quotidien caractéristique de la littérature de l'expérience, qui surgit à partir des préceptes du professeur grenadin Juan Carlos Rodríguez qui encouragea l'anthologie La otra sentimentalidad.
Selon certains de ses auteurs, du fait que son nom même porte la notion de différence, ce courant littéraire ne peut pas présenter une cohésion similaire à celle d'autres tendances littéraires définies.
Cela dit, l'hétérogénéité caractéristique de la Différence s'unifie au travers du concept littéraire de transcendance, esthétiquement opposé aux courants dominants du matérialisme historique qui défend la primauté de l'intérêt social sur la liberté créatrice individuelle et obligeant tout écrivain à exprimer son engagement politique.
Ses membres réclament régulièrement la non intromission des pouvoirs publics dans le processus créatif car ils considèrent leur ingérence comme tendancieuse et encline au clientélisme, au dirigisme et au favoritisme culturels, et serait contraire, par conséquent, au principe de libre concurrence intellectuelle, propre aux sociétés démocratiques avancées.

## Apparition et évolution
La Différence commença et se maintint principalement dans le domaine de la poésie. L'apparition de ce terme répondit à la nécessité de trouver un épigraphe sous lequel pût adhérer l'hétérogénéité poétique qui plus tard fut rassemblée dans l'anthologie Elogio de la diferencia (1997), coordonnée par le poète et journaliste Antonio Rodríguez Jiménez (es). Le titre de cette anthologie s'inspira de l'essai — dont le titre en espagnol est « Éloge de la différence » — du dissident soviétique Vladimir Volkoff à propos du complexe de Procuste : l'obsession pour l'uniformité qui affecte les sociétés totalitaires.
La première polémique littéraire qui défendait les fondements de la Différence eut lieu en 1988, dans les suppléments culturels du Diario de Jerez et du Diario del Guadalete (aujourd'hui disparu).
C'est dans ce contexte que surgit la poésie de la Différence. De nombreux auteurs qui se sentirent identifiés avec les concepts de la Différence se réunirent, d'abord, dans le café Libertad de Madrid (27 mars 1993), puis dans Posada del Potro de Cordoue (13 novembre 1993), et enfin dans l'Ateneo de Sevilla (es) à Séville (15 avril 1994), pour dirimer les aspects théoriques inaliénables, tout en montrant son refus public de ce qui selon eux était la littérature officielle.
Les auteurs de la Différence s'exprimaient alors primordialement par le biais des Cuadernos del Sur et du Papel Literario, suppléments littéraires, respectivement, du Diario Córdoba, et du Diario Málaga-Costa del Sol, aujourd'hui disparu.
En 1994, les écrivains Gregorio Morales et Antonio Enrique (es) créèrent le Salón de Independientes (« Salon des Independants »), dont le manifeste, qui fut rendu public par toute la presse nationale, fut signé par plus d'une centaine d'écrivains de tous bords et âges, afin d'exiger un plus grand « nettoyage » dans le domaine de la culture espagnole. 
Comme conséquence de ce manifeste, connu comme « le Manifeste de Grenade », surgit une nouvelle polémique dans le journal Ideal entre Gregorio Morales et Luis García Montero.
En juin 1995, se célébra à Valence le premier congrès du mouvement, sous l'épigraphe « La Différence possible ». En janvier 1996, se célébra un autre congrès à Grenade sous le titre « Nouvelles tendances littéraires ». Les deux rencontres consolidèrent la Différence.
Lors du congrès de Valence, Gregorio Morales lut son exposé « La différence quantique », en essayant de regrouper autour de l'esthétique quantique les idées créatives les plus importantes que soutenaient une grande partie des membres fondateurs du mouvement. Bien que la proposition de cette esthétique créa des controverses internes, de nombreux auteurs l'adoptèrent. Dans le Canon heterodoxo (2003), Antonio Enrique revendique pour le futur « une littérature transparente, en accord avec la spiritualité apportée par la physique subatomique et par les découvertes de la matière cosmique ».

## Les Membres
Les membres fondateurs de la littérature de la Différence furent les poètes Ricardo Bellveser (es), Carlos Clementson, Antonio Enrique (es), Domingo F. Faílde, José Lupiáñez (es), María Antonia Ortega, Pedro J. de la Peña (es), Antonio Rodríguez Jiménez (es), Pedro Rodríguez Pacheco, Fernando de Villena (es) et Jordi Virallonga.
Il serait difficile de nommer tous ceux qui y ont adhéré lors de ses différentes étapes. Mais dans un intérêt historique, seront mentionnés les auteurs qui participèrent à la déjà mentionnée anthologie Elogio de la Diferencia, qui sont les suivants :
Elena Martín Vivaldi (es), Leopoldo de Luis (es), Alfonso Canales (es), Manuel Mantero, Miguel Fernández (es), Aquilino Duque (es), Rafael Guillén (es), Jesús Hilario Tundidor, Ángel García López (es), Antonio Porpetta (ca), Rafael Soto Vergés (es), Pedro Rodríguez Pacheco, Manuel Jurado López, José María Álvarez (es), Antonio Hernández Ramírez (es), Carlos Clementson, Pedro J. de la Peña, Eduardo Scala (es), Juana Castro (es), Ricardo Bellveser (es), Domingo F. Faílde, José A. Ramírez Lozano, Antonio Enrique, Federico Gallego Ripoll (es), Sergio Gaspar, María Antonia Ortega, José Lupiáñez, Jordi Virallonga, Concha García, Antonio Costa Gómez, Fernando de Villena, Alejandro López Andrada (es), Juan José Téllez, Blanca Andreu, Aurora Luque (es) et Antonio Rodríguez Jiménez.
D'autres anthologies engagées virent le jour : Trayecto contiguo (Última poesía) (anthologie de neuf poètes, 1993), ... y el Sur (1997) de José García Pérez, De lo imposible a lo verdadero (2000) de Antonio Garrido Moraga et La línea interior (2001) de Pedro Rodríguez Pacheco.